# Neasura hypophaeola
Neasura hypophaeola là một loài bướm đêm thuộc phân họ Arctiinae, họ Erebidae.